# 川島葵のココロサプリ
川島葵のココロサプリ （かわしまあおいのこころさぷり）は東海ラジオ放送で放送されていたラジオ番組。ココロの栄養剤とサブタイトルが付く。
2008年4月7日より川島葵のこどもさぷりに模様替えしたが、2009年4月より再びココロサプリに変更になり、2010年4月よりココロサプリに変更になる。

## 放送時間
- 2008年 － 毎週月曜日21:30～21:45（JST）

月曜日にナイター中継（プロ野球セ・パ交流戦などの試合）が行われる場合は、放送日が火曜日（交流戦の場合の一例）など別の日に変更になった。
- 2009年春季 － 毎週月曜日19:50～20:00（JST）
- 2009年秋季 － 毎週火曜日21:20～21:30（JST）
- 2010年春季 － 毎週月曜日19:30～19:40（JST）
- 2010年秋季 － 毎週月曜日20:30～20:40（JST）

## 番組内容
普段、生活している中で起きる行動などから、その人がどのような心理状態にあるのかを、川島・源石両アナウンサーが演じるドラマを通して専門家が解説する。後番組（現・前番組）の川島葵のこどもさぷりでも同様の流れで進行していた。

## パーソナリティー
- 川島葵（東海ラジオアナウンサー・当時）
- 東海学院大学人間関係学部教授および准教授
  - 源石和輝（東海ラジオアナウンサー・ドラマ部分）